# Strandbad (Frankenthal)
Das Strandbad, das in Werbetexten gelegentlich auch StrandBad geschrieben wird, ist die Freibadanlage der vorderpfälzischen Stadt Frankenthal (Rheinland-Pfalz). Das Gelände in parkartiger Umgebung verzeichnet pro Badesaison 200.000 bis 250.000 zahlende Besucher; außerhalb der Badesaison ist es kostenlos zugänglich.

## Geographische Lage
Das Freibad liegt südöstlich der Kernstadt in der Gewanne Am Siegfriedbrunnen auf 87 m Höhe innerhalb des rechten Winkels, den dort die zunächst nach Norden und dann nach Osten verlaufende Bundesstraße 9 bildet. Das Gelände wird im Osten durch das Flüsschen Isenach abgeschlossen, hinter dem die Grenze zum Ludwigshafener Stadtteil Edigheim verläuft. Nördlich des Strandbads befindet sich eine Minigolf-, südwestlich eine Tennisanlage.
Erreichbar ist die Anlage über die Straßen Meergartenweg und Am Strandbad, wo auf fünf Parkplätzen etwa 1400 Pkw abgestellt werden können. Die Besucher aus der näheren Umgebung kommen jedoch meist mit dem Fahrrad oder zu Fuß.

## Anlage
Zu dem 168.000 m² großen, als Park angelegten Freigelände gehört auch der „Monte Scherbelino“, eine begrünte ehemalige Müllhalde im Südosten, die bis zur 117 m hohen Kuppe begehbar ist (⊙). Von den eingebetteten Wasserflächen sind die beiden größten, die miteinander verbundenen Paul-Schmidtschen Weiher, naturnah gestaltet. Sie erstrecken sich über gut 300 m von West nach Ost und besitzen gemeinsam die Form einer Acht; der größere westliche wird auch Badeweiher genannt, der kleinere Schwanenweiher. An der Liegewiese in der Nähe des Eingangsbereichs steht eine von Georg Schubert gefertigte Siegfried-Statue.

Naturbadbereich
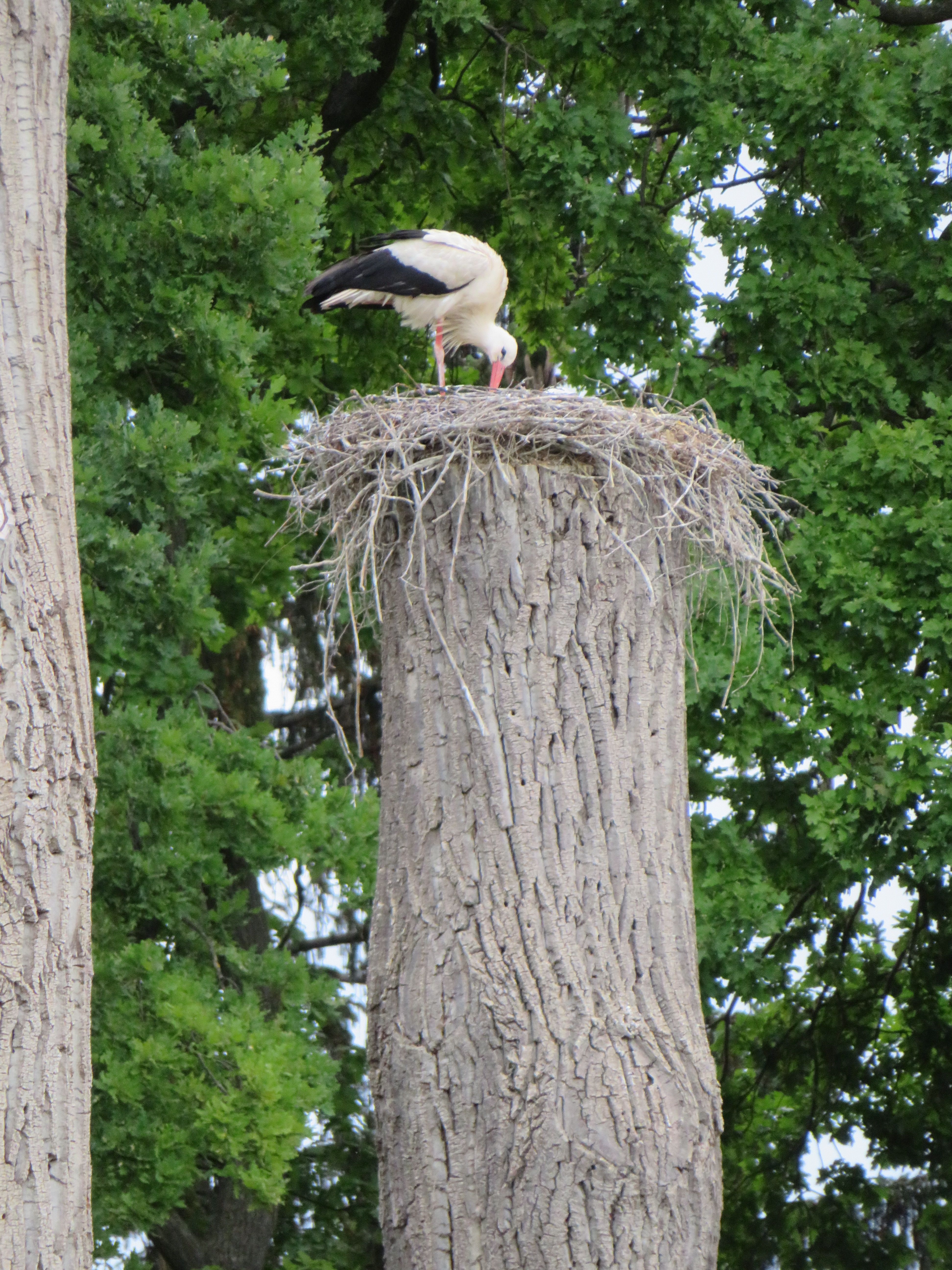
Storchennest auf einem Baumstamm
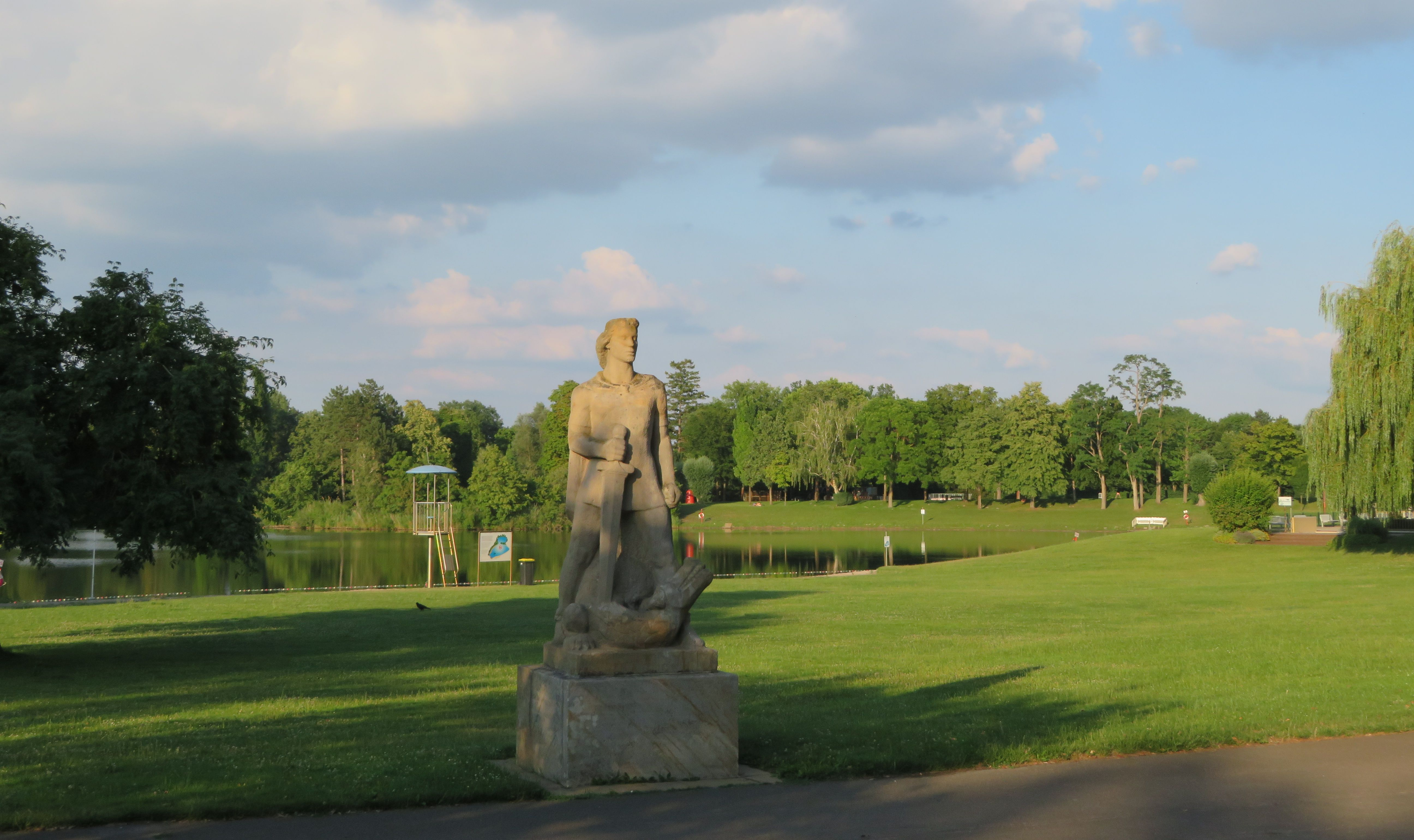
Liegebereich am Badeweiher
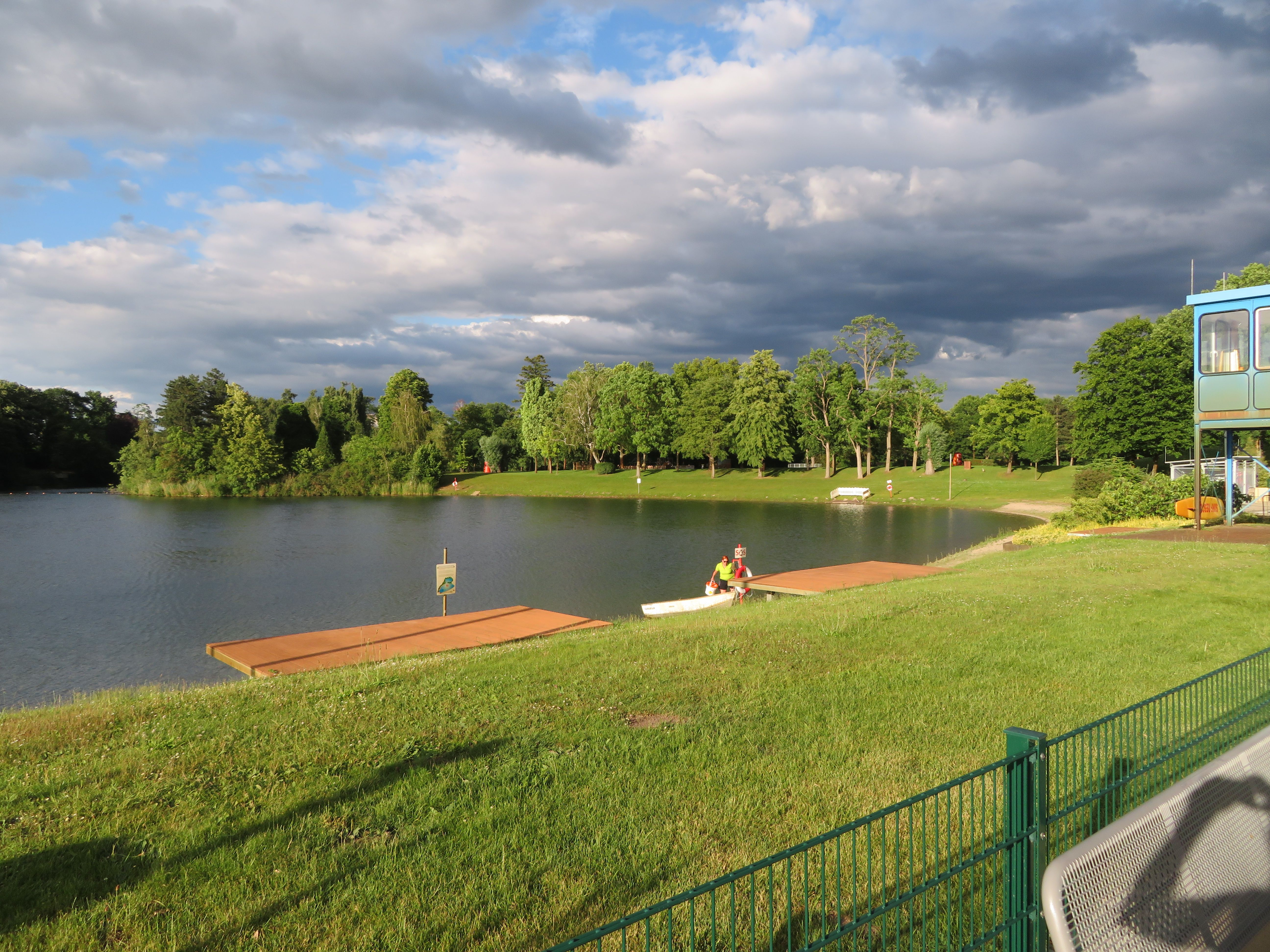
Badeweiher südöstlicher Teil

Südlich des Badeweihers sind mehrere in Beton ausgeführte Schwimmbecken angelegt. Das Sportbecken ist 50 m lang und 21 m breit und weist eine durchschnittliche Tiefe von 1,80 m auf; es erfüllt damit die Anforderungen an eine Wettkampfstätte. Direkt südöstlich davon liegt das Nichtschwimmerbecken, das die Form eines unregelmäßigen Sechsecks hat und zwischen 0,80 und 1,20 m tief ist; es bietet einen Wasserpilz. Östlich davon schließt sich ein kleines Lehrschwimmbecken an. Südöstlich des Eingangs befindet sich das Kinderparadies mit einem 10 bis 30 cm flachen Planschbecken mit einer Rutsche. Nördlich des Eingangs neben dem Liegebereich ist eine Wiese mit Spielgeräten. Am Rand des Parkbereichs nördlich dieser Wiese ist seit Frühjahr 2021 auf einem hoch abgesägten Baumstamm ein Nest mit Weißstörchen zu sehen.
Das Strandbad ist auch in der Zeit ohne Badebetrieb, der „Parksaison“, ein beliebtes Freizeitziel; der Eintritt ist dann kostenlos. Die große Parkanlage einschließlich des Monte Scherbelino lädt zu Spaziergängen ein, und Familien nutzen gerne die verschiedenen Spielplätze. Im Jahr 2012 wurde zur Ausübung von Freizeitsport eine „Parkour“-Anlage installiert, die einem Trimm-dich-Pfad vergleichbar ist.

Schwimmbeckenbereich
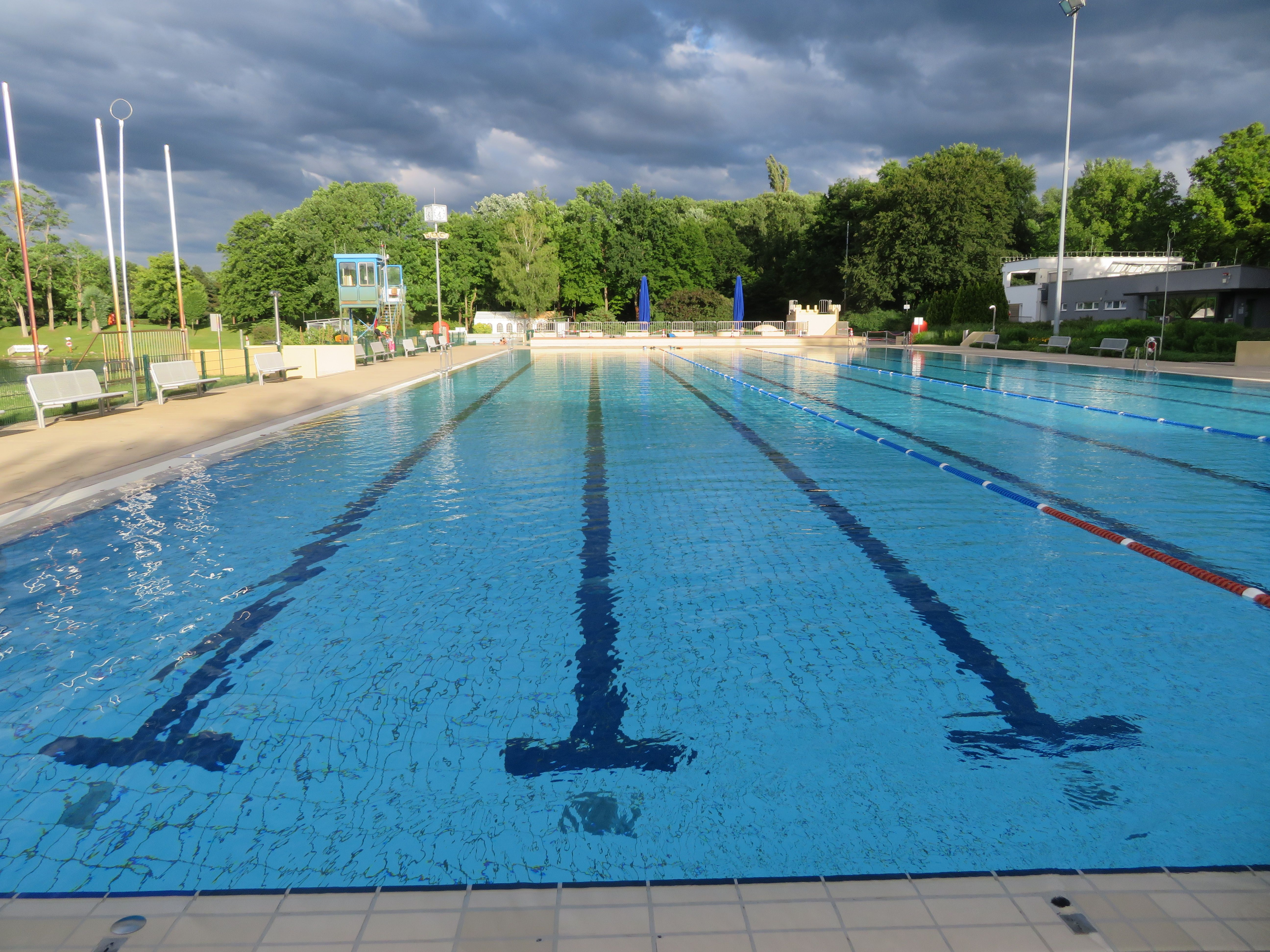
Sportbecken
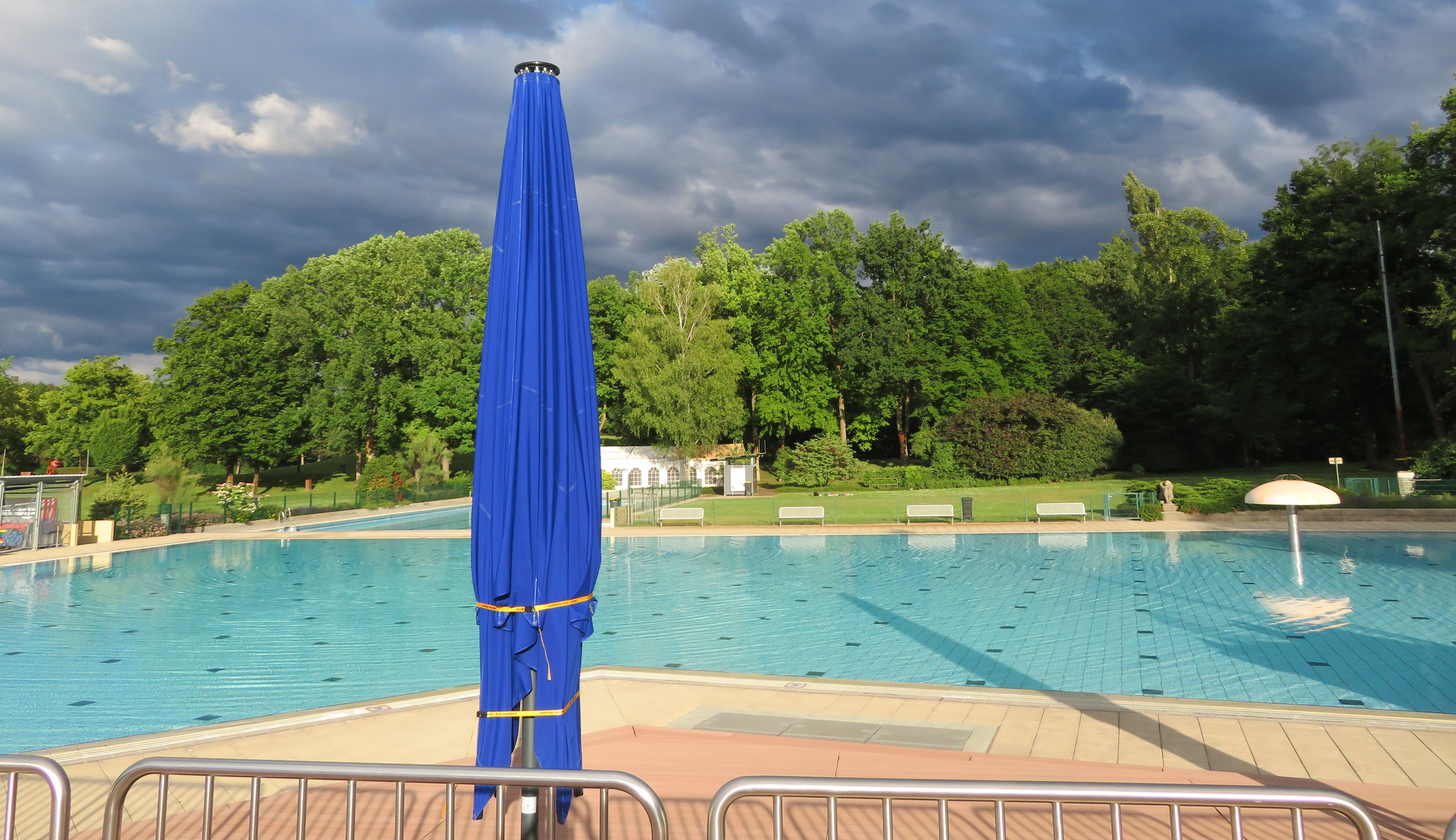
Nichtschwimmerbecken
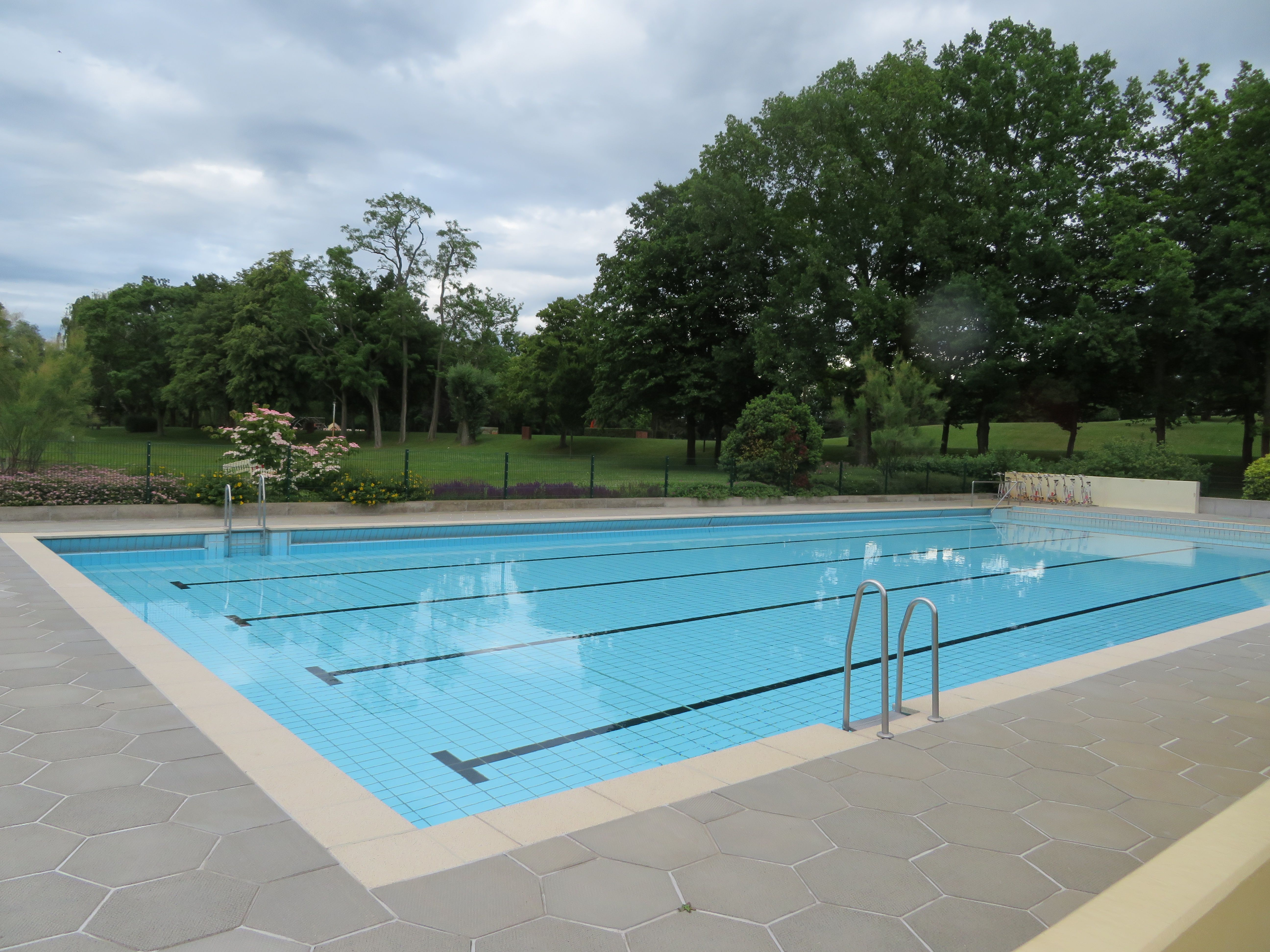
Lehrschwimmbecken
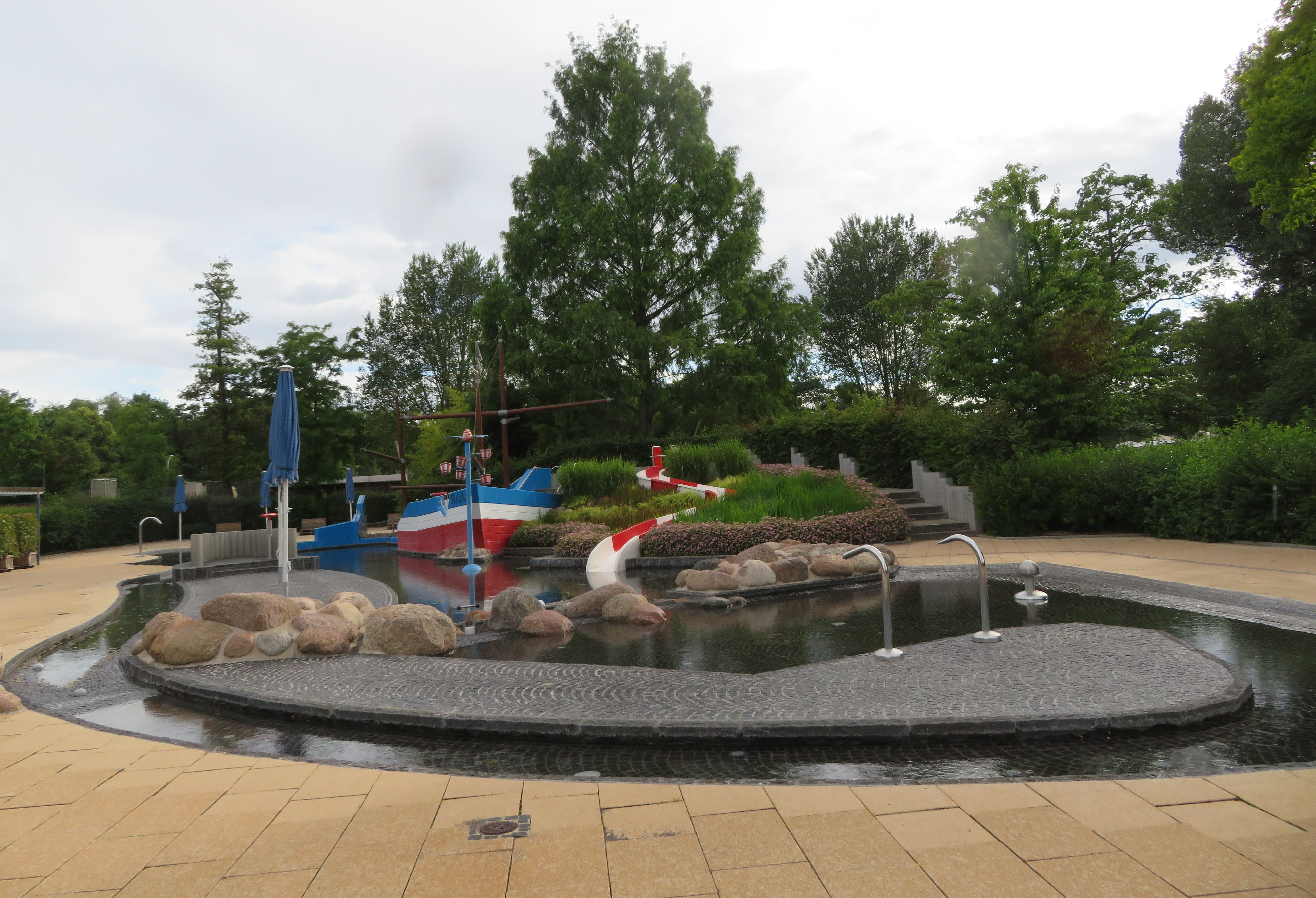
Planschbecken

## Geschichte
Die erste öffentliche Badeanstalt Frankenthals lag im Süden der Stadt An der Postbrücke, die über die Isenach führte, und bestand aus einer teichartigen Erweiterung des Flüsschens. Da der Wasserlauf damals noch als Abwasserkanal der oberhalb gelegenen Gemeinden diente, war er mit Verschmutzungen belastet, die mit dem Aufkommen der Industrie zunahmen. Deshalb baute die Stadt ab 1929 die beiden Paul-Schmidtschen Weiher aus. Diese waren beim Ton-Tagebau der Ziegelei Paul Schmidt & Sohn entstanden, die ihren Betrieb kurz nach dem Ersten Weltkrieg eingestellt hatte, und zunächst im Winter als Eisbahnen zum Schlittschuhlaufen verwendet worden.
Die Umgestaltung des großen Weihers in Handarbeit durch etwa 100 Personen dauerte bis 1934, der kleine Weiher wurde bereits damals weitgehend naturnah belassen. 1933 wurde das Strandbad eingeweiht, aber erst im Folgejahr voll in Betrieb genommen. Schon bald zählte man bis zu 7000 Tagesgäste. Nach dem Zweiten Weltkrieg wurden nach und nach Ausbauten und Modernisierungen vorgenommen:
- 1961: Sportbecken, Lehrschwimmbecken, Kinderplanschbecken
- 1964: Nichtschwimmerbecken
- 1966: Umkleide- und Sanitärräume
- 1967: Wassererwärmungsanlage
- 1970: fünf Parkplätze für etwa 1400 Pkw
- 1983: Belüftungsanlage für den Badeweiher
- 1985: Sanierung verschiedener Betonbauwerke
- 1991: neue Belüftungsanlage für beide Weiher
- 1992: Neubau der Umkleide- und Sanitärräume
- 1993: Folientrennwand zwischen den beiden Weihern
- 1997: Neugestaltung des gesamten Eingangsbereiches
- 2012: Installation eines Wasser-Funparks („Wibit“) im Badeweiher (2014 wieder entfernt)[4]
- 2013: zusätzliche 4500 m² große Ruhewiese im Nordwesten vor dem ehemaligen Hotel

## Veranstaltungen
- Kostenlose Konzerte im Biergarten

In den Sommermonaten finden regelmäßig kostenlose Konzerte im Biergarten unter den Kastanien statt.
- Strandbadfest

Seit 1977 richten die örtlichen Sportvereine zusammen mit der Stadt am letzten Wochenende vor den rheinland-pfälzischen Sommerferien das Strandbadfest aus, das ein Sport- und Musikprogramm sowie ein abschließendes Feuerwerk bietet.
- Strandbadlager

Beim Strandbadlager der Stadt Frankenthal während der Sommerferien haben Kinder und Jugendliche jeweils zwei Wochen lang tagsüber Gelegenheit, ihre Freizeit bei Spiel und Sport zu verbringen und durch das Leben in der Gruppe soziale Kompetenz zu erwerben.
- SWR-Veranstaltungen

Die regionalen Studios des Südwestrundfunks führen im Strandbad Musik- und Tanzabende durch, die sie beispielsweise „SWR-Sommerfest“ oder „SWR-DanceNight“ nennen.
- Vogelbeobachtung

Vertreter des BUND veranstalten regelmäßig Führungen zur Beobachtung von Vögeln und zum Kennenlernen ihrer Stimmen.